# Вікторівська сільська рада (Богодухівський район)
Вікторівська сільська́ ра́да — адміністративно-територіальна одиниця та орган місцевого самоврядування в Богодухівському районі Харківської області. Адміністративний центр — селище Вікторівка.

## Загальні відомості
- Червононивська сільська рада утворена в 1928 році.
- Територія ради: 20,71 км²
- Населення ради: 474 особи (станом на 2001 рік)

## Населені пункти
Сільській раді були підпорядковані населені пункти:
- с-ще Вікторівка
- с. Байрак

## Колишні населені пункти
- Копанки

## Склад ради
Рада складалася з 12 депутатів та голови.
- Голова ради: Куриленко Ганна Миколаївна
- Секретар ради: Костюченко Тетяна Федорівна

### Керівний склад попередніх скликань
| Прізвище, ім'я, по батькові | Основні відомості                                                                    | Дата обрання | Дата звільнення |
| --------------------------- | ------------------------------------------------------------------------------------ | ------------ | --------------- |
| Куриленко Ганна Миколаївна  | Сільський голова, 1959 року народження, освіта вища                                  | 26.03.2006   | 31.10.2010      |
| Куриленко Ганна Миколаївна  | Сільський голова, 1959 року народження, освіта вища, Політична партія «Наша Україна» | 31.10.2010   |                 |

Примітка: таблиця складена за даними сайту Верховної Ради України

### Депутати
За результатами місцевих виборів 2010 року депутатами ради стали:

#### За суб'єктами висування
| Суб'єкт висування                                       | Кількість обраних депутатів | %    |
| ------------------------------------------------------- | --------------------------- | ---- |
| Народна партія                                          | 4                           | 33,3 |
| Партія регіонів                                         | 4                           | 33,3 |
| Політична партія Всеукраїнське об'єднання «Батьківщина» | 2                           | 16,7 |
| Політична партія «Наша Україна»                         | 2                           | 16,7 |

#### За округами
| № округу                                                | Прізвище, ім'я, по батькові   | Дата визнання обраним | Освіта  | Партійна приналежність                        | Відомості про обраного депутата                |
| ------------------------------------------------------- | ----------------------------- | --------------------- | ------- | --------------------------------------------- | ---------------------------------------------- |
| Народна Партія                                          |                               |                       |         |                                               |                                                |
| 6                                                       | Котелевець Любов Данилівна    | 01.11.2010            | середня | член Народної партії                          | пенсіонер                                      |
| 7                                                       | Осадчук Наталія Володимирівна | 01.11.2010            | середня | член Народної партії                          | пенсіонер                                      |
| 10                                                      | Ширіня Любов Григорівна       | 01.11.2010            | середня | позапартійна                                  | Максимівське сільпо, продавець                 |
| 11                                                      | Фурсова Віра Іванівна         | 01.11.2010            | середня | позапартійна                                  | Червононивський ДНЗ, кухар                     |
| Партія регіонів                                         |                               |                       |         |                                               |                                                |
| 3                                                       | Полажова Людмила Миколаївна   | 01.11.2010            | середня | член Партії регіонів                          | тимчасово не працює                            |
| 4                                                       | Медвецький Андрій Васильович  | 01.11.2010            | середня | позапартійний                                 | ФК "Металіст, охоронець                        |
| 5                                                       | Смірнова Жанна Андріївна      | 01.11.2010            | середня | член Партії регіонів                          | тимчасово не працює                            |
| 12                                                      | Пелешенко Вікторія Григорівна | 01.11.2010            | середня | позапартійна                                  | тимчасово не працює                            |
| Політична партія Всеукраїнське об'єднання «Батьківщина» |                               |                       |         |                                               |                                                |
| 2                                                       | Зубчук Олександр Степанович   | 01.11.2010            | середня | позапартійний                                 | Харківські теплові мережі, водій               |
| 9                                                       | Куриленко Альвіан Михайлович  | 01.11.2010            | середня | член Всеукраїнського об'єднання «Батьківщина» | ТОВ «Безпека — Бізнес +Б», охоронець           |
| Політична партія «Наша Україна»                         |                               |                       |         |                                               |                                                |
| 1                                                       | Жабко Ірена Станіславівна     | 01.11.2010            | середня | член Політичної партії «Наша Україна»         | Червононивськасільська рада, головнийбухгалтер |
| 8                                                       | Костюченко Тетяна Федорівна   | 01.11.2010            | середня | член Політичної партії «Наша Україна»         | Червононивськасільська рада, секретар ради     |